# Mylabris postunifasciata
Mylabris postunifasciata is een keversoort uit de familie van oliekevers (Meloidae). De wetenschappelijke naam van de soort is voor het eerst geldig gepubliceerd in 1913 door Pic.